# Templo de San Rafael (Cochabamba)
El Templo de San Rafel es un templo católico patrimonial de la ciudad de Cochabamba en Bolivia. Se halla ubicado entre las calles San Martín y Lanza, está identificado como parte del patrimonio eclesiástico del municipio de Cercado como parte de la infraestrutura republicana.

## Historia
El templo fue construido entre finales del s XIX e inicios del s XX.

## Características arquitectónicas
El Templo presenta un estilo neogótico, tiene una sola nave y una torre con cimborrio.